# Bring Me Edelweiss
Bring Me Edelweiss è un singolo del gruppo musicale austriaco Edelweiss, pubblicato nel 1988.

## Composizione
Per realizzare Bring Me Edelweiss, la formazione austriaca si basò sui consigli riportati in The Manual, un saggio del gruppo musicale britannico The KLF dove viene spiegato come realizzare un singolo da numero uno in classifica senza fatica e di cui era uscita un'edizione in lingua tedesca.
Il brano è una novelty costruita su numerosi campionamenti. 
Uno di questi proviene da S.O.S. (1975) degli ABBA; gli Edelweiss affermarono di aver ottenuto i permessi di campionare quella traccia dopo aver contattato telefonicamente un editore degli ABBA ubriaco e comunicando con lui con un debole inglese. Altri sample che si possono sentire nella canzone sono stati estratti da Rock Me Amadeus (1985) di Falco, Last Night a DJ Saved My Life (1982) degli Indeep e Here We Go (Live at the Funhouse) (1984) di Run-DMC. I canti jodel che si sentono nella traccia sono quelli di Maria Mathis.

## Accoglienza
Bring Me Edelweiss vendette cinque milioni di copie ed entrò ai primi posti delle classiche europee. Giunse alla posizione numero 1 di Austria, Danimarca, Finlandia, Svezia e Svizzera. Raggiunse anche la top 10 nei Paesi Bassi, Norvegia, Regno Unito, Germania Ovest e molti altri. All'infuori dell'Europa, riuscì a piazzarsi alla posizione numero 1  nella graduatoria neozelandese e in varie classifiche statunitensi.

## Formazione[6]
- Martin Gletschermeyer – produzione
- Walter Werzowa – produzione, composizione
- Martin Neumayer – composizione
- Maria Mathis – voce